# Курт фон Плетенберг
Курт фон Плетенберг (на немски: Kurt von Plettenberg) е германски лесничей и борец от съпротивата, участвал в опита за убийство на фюрера Адолф Хитлер от 20 юли 1944 г.
Плетенберг принадлежи към кръга близки приятели, сред които са Клаус фон Щауфенберг, Йоханес Попиц, Лудвиг Бек, Улрих фон Хасел, Карл-Ханс фон Харденберг и Фабиан фон Шлабрендорф.

## Биография
Плетенберг произхожда от аристократично семейство от Вестфалия в Германия. Баща му е Карл фон Плетенберг (1852-1938). Женен е за Ариана Фрейн фон Малцхан, с която има две дъщери и син.
Плетенберг учи право и горско стопанство в университетите в Кил, Лозана, Хановерш Мюнден, Берлин, Мюнхен и Еберсвалде. Неговото следване временно е прекъснато от Първата световна война. Той става областен управител на горите в Райхската горска служба. През 1937 г. подава оставка от горската служба по своя собствена молба, защото политическите желания на националсоциалистическия режим противоречат на неговото разбиране.
В края на 1941 г. става пълномощник на бившото пруско кралско семейство. Курт фон Плетенберг е арестуван в началото на март 1945 г. За да не предаде приятелите си под мъчения, той скача от прозореца на третия етаж на „домашния затвор“ на Гестапо на Принц-Албрехт-Щрасе в Берлин.